# BB84
BB84는 찰스 베넷과 질 브라사드가 1984년에 개발한 양자 키 분배 방식이다. 최초의 양자 암호 프로토콜이다. 이 프로토콜은 두 가지 조건에 의존하여 완벽한 구현을 가정할 때 안전할 것으로 입증되었다. (1) 구별하려는 두 상태가 직교하지 않는 경우 신호를 방해하는 대가로만 정보 획득이 가능하다는 양자 속성(복제 불가능성 정리 문서 참고), (2) 인증된 공개 클래식 채널의 존재. 일반적으로 원 타임 패드 암호화에 사용하기 위해 한 당사자에서 다른 당사자로 개인 키를 안전하게 전달하는 방법으로 설명된다. BB84의 증명은 완벽한 구현에 달려 있다. 비양자적 정보 소스를 활용하는 부채널 공격이 존재한다. 이 정보는 비양자적이기 때문에 양자 입자를 측정하거나 복제하지 않고도 가로챌 수 있다.

## 같이 보기
- 양자 키 분배